# La Nuit des horloges
La Nuit des horloges és una pel·lícula fantàstica francesa del 2007 dirigida per Jean Rollin. La pel·lícula és protagonitzada per l'escriptora i antiga actriu pornogràfica francesa Ovidie, amb altres que han aparegut en moltes de les primeres obres de Rollin: Françoise Blanchard, Dominique, Nathalie Perrey i Jean-Loup Philippe. La seva penúltima pel·lícula, marca quaranta anys de la carrera de Rollin i ret homenatge a moltes de les seves obres cinematogràfiques anteriors i serveix d'agraïment als seus fidels seguidors.

## Trama
Una jove anomenada Isabelle ha heretat recentment una mansió rural del seu difunt oncle, escriptor i cineasta, Jean Michel. A la seva arribada, Isabelle va a visitar la tomba del seu oncle al Cementiri del Père Lachaise i després a la seva antiga casa que ara és seva. Un cop allà, l'Isabelle descobreix que la propietat conserva un vívid record del seu cosí i que tant el cementiri com la seva nova llar estan embruixats pels personatges i les fantasies de la seva vida.

## Repartiment
- Ovidie... Isabelle
- Françoise Blanchard... Letal
- Dominique... Ella mateixa
- Maurice Lemaître ... Un fantasma
- Nathalie Perrey... La guardià de les claus
- Jean-Loup Philippe... Un fantasma
- Jean Depelley ... Home-Musol
- Fabrice Maintoux ... Home-rellotge
- Sabine Lenoël ... Dona aïllada
- Jean-Pierre Bouyxou (veu)

## Estrena
La pel·lícula es va estrenar inicialment el 16 de juliol de 2007 al Fantasia International Film Festival que es va celebrar a la Concordia University de Mont-real, on Rollin va rebre un premi a la seva trajectòria. Va rebre la seva projecció a França el 30 de març de 2008 al Festival L'Étrange de Lió.
Un DVD es va llançar a França el 3 de febrer de 2010 a través de la distribució LCJ, l'empresa responsable de les reedicions de moltes de les pel·lícules anteriors de Rollin. El DVD contenia una còpia d'edició limitada del llibre de Rollin de 2008,, MoteurCoupez! Mémoires d'un cinéaste singulier, with the first 150 copies.